# IX район (Турку)
IX район або Лянсіранта (фін. IX kaupunginosa — Länsiranta, швед. IX stadsdel — Väststranden) — один із центральних районів міста Турку, що входить до Центрального територіального округу. 

## Географічне положення
Район розташований на західному березі річки Аурайокі, між пагорбом Какола (фін. Kakolamäki і VIII районом — Порт Артур. 

## Пам'ятки
На території IX району розташований ряд музеїв — Forum Marinum, Суомен Йоутсено, а також консерваторія Турку. 

## Населення
У 2004 населення району становило 4 720 чоловік, з яких діти молодше 15 років становили 11,83%, а старше 65 років — 11,98%. Фінською мовою як рідною володіли 90,76%, шведською — 6,13%, а іншими мовами — 3,10% населення району.